# 201-я истребительная эскадрилья (Мексика)
201-я истребительная эскадрилья (англ. 201st Fighter Squadron, исп. Escuadrón Aéreo de Pelea 201) — истребительная эскадрилья экспедиционных ВВС Мексики и современных ВВС Мексики, сражавшаяся во Второй мировой войне на стороне антигитлеровской коалиции. Известна под прозвищем «Ацтекские орлы», которое получили члены отряда за время своего обучения. Эскадрилья несла службу в составе 58-й истребительной группы армейской авиации США и сражалась на Филиппинах во время битвы за Лусон летом 1945 года. Основными боевыми самолётами мексиканцев были истребители P-47 Thunderbolt модификации D-30-RA, выполнявшие задачи по тактической поддержке с воздуха.
Эскадрилья несёт службу и в настоящее время, управляя учебными самолётами Pilatus PC-7. В метрополитене города Мехико на 8-й линии расположена станция «Эскуадрон 201», названная в честь эскадрильи. Эскадрильи посвящён также фильм «201-я эскадрилья» режиссёра Хайме Сальвадора (1945 год). 22 ноября 2004 года эскадрилья была награждена орденом «Легион почёта» (степень легионера) по указу президента Глории Макапагал-Арройо.

## Образование
Личный состав 201-й истребительной эскадрильи насчитывал более 300 добровольцев, среди которых было 30 опытных авиаторов, а остальные — обслуживающий персонал (электромеханики и радисты). Поводом к образованию эскадрильи стала начавшаяся битва за Карибы: немецкими субмаринами были потоплены танкеры «Потреро дель Льяно» и «Фаха де Оро», переводившие сырую нефть в США. 22 мая 1942 года президент Мексики Мануэль Авила Камачо объявил войну Германии и её союзникам, и Мексика отправила свои войска на театры военных действий (кроме неё, из стран Латинской Америки свои войска отправила только Бразилия).
24 июля 1944 года из Мексики в Ларедо (штат Техас) отправился личный состав эскадрильи для тренировок. 25 июля мексиканцы прибыли в Ларедо и отправились оттуда в Сан-Антонио, на аэродром Рэндолф, где они прошли медицинский осмотр и тесты на профпригодность к полётам и обращению с вооружением. Их обучение длилось три месяца и проходило на авиабазах Фостер (Виктория) и Покателло. Пилоты прошли экстенсивную подготовку в обращении с оружием, использовании средств связи и тактической работе.
30 ноября 1944 года эскадрилья прибыла в Гринвилл на аэродром Мэйджорс, где пилоты прошли углублённое обучение тактике воздушного боя, поддержке воздушного строя и стрельбе. 20 февраля 1945 года личный состав окончил с отличием обучение и получил собственное знамя. Это стало первым случаем отправки мексиканских солдат на фронт за пределы страны. Группу возглавили полковник Антонио Карденас Родригес и капитан 1-го класса Радамес Гасиола Андраде как командир эскадрильи.
В марте 1945 года, перед отправкой на Филиппины, личный состав прошёл дополнительный инструктаж и медобследование в Питтсбурге (Калифорния). 27 марта личный состав отправился на борту транспорта «Фэйрайл» (англ. Fairisle), прибыв 30 апреля в Манилу: эскадрилья вошла в 58-ю истребительную группу (5-я воздушная армия), базирующуюся в городе Порак (провинция Пампанга), на аэродроме Кларк на острове Лусон.

## Боевые действия
В июне 1945 года эскадрилья совершила несколько вылетов с 310-й американской истребительной эскадрильей (иногда вылетала дважды в день), используя предоставленные американцами самолёты. В июле 201-й эскадрилье предоставили 25 новых самолётов P-47D-30-RA, на которые были нанесены опознавательные знаки авиации Армии США и ВВС Мексики. Эскадрилья приняла участие в более чем 90 миссиях, налетав более 1900 часов, и участвовала в бомбардировках Лусона и Тайваня с целью изгнания японцев с островов. В ходе операций эскадрилья потеряла пять человек погибшими в боях на Филиппинах: один был сбит, второй разбился при посадке, ещё трое погибли из-за нехватки топлива (самолёты упали в море). Три человека погибли во время учебно-тренировочных полётов.
Среди миссий, в которых участвовала эскадрилья, были 53 миссии по наземному снабжению 25-й пехотной дивизии, войск Филиппинского Содружества и партизанских частей, которые пытались прорваться в долину Кагаян на Лусоне с 4 июня по 4 июля 1945 года; 37 учебных миссий в промежуток с 14 по 21 июля 1945 года (в том числе доставка новых самолётов с острова Биак (Новая Гвинея); 4 миссии по борьбе с вражеской авиацией над Тайванем с 6 по 9 июля 1945 года; бомбардировка порта Каренко 8 августа 1945 года.
Припасов лётчикам 201-й эскадрильи не поставляли, поэтому потери личного состава на Филиппинах осложняли действия эскадрильи. Мексиканским пилотам, направлявшимся на замену погибшим, необходимо было пройти подготовку в США, а во время этой подготовки погибли два человека во Флориде. Когда 58-я истребительная группа 10 июля перелетела на Окинаву, мексиканцы остались на Филиппинах. 26 августа 1945 года состоялась последняя миссия с участием мексиканцев по сопровождению конвоя к северу от Филиппин. В ходе кампании в боях был задействован обслуживающий персонал, участвовавший в перестрелках и захвате пленных. Личному составу 201-й эскадрильи выразили благодарность за участие в боях против 30-тысячной группировки японских войск и за ликвидацию занятых врагом зданий, техники противника, огневых позиций и складов боеприпасов. Высоко оценил деятельность бригады верховный главнокомандующий союзными войсками юго-западной части Тихого океана генерал Дуглас Макартур.
18 ноября 1945 года 201-я эскадрилья вернулась в Мехико. Личный состав эскадрильи на параде, прошедшем на Площади Конституции, передал флаг Мексики президенту Мануэлю Авиле Камачо. По возвращении с Филиппин экспедиционные ВВС Мексики были расформированы, а сама эскадрилья продолжила существование. На её вооружении состоят учебно-тренировочные самолёты Pilatus PC-7. С базы на острове Косумель (Кинтана-Роо) совершались разведывательные полёты во время восстания сапатистов в Чьяпасе.

## Личный состав
На мемориальной табличке в Чапультепеке были изображены имена следующих лётчиков, воевавших в 201-й эскадрилье:
|                         |                           |                              |                         |                             |
| Карлос Гардуньо Нуньес  | Радамес Гасиола Андраде   | Хулио Каль-и-Майор Саус      |                         |                             |
| Грако Рамирес Гарридо   | Амадор Самано Пинья       | Давид Серон Бедолла          | Хесус Тапия Эстрада     |                             |
| Фернандо Эрнандес Вега  | Хосе Луис Пратт Рамос     | Аудберто Гутьеррес Рамирес   |                         |                             |
| Карлос Варела Ландини   | Хоакин Рамирес Вильчис    | Хустино Рейес Ретана         |                         |                             |
| Анхель Санчес Реболло   | Карлос Родригес Корона    | Мануэль Фариас Родригес      |                         |                             |
| Мигель Морено Арреола   | Роберто Легоретта Сицилия | Рейнальдо Перес Галлардо     |                         |                             |
| Праседис Лопес Рамос    | Хакобо Эстрада Луна       | Хосе Барбоса Серда           |                         |                             |
| Рауль Гарсия Меркадо    | Педро Мартинес Перес      | Роберто Уриас Авелейра       | Гильермо Гарсия Рамос   |                             |
| Мигель Уриарте Агилар   | Хайме Сенисо Рохас        | Крисофоро Салидо Грихальва** |                         |                             |
| Эктор Эспиноса Гальван* | Хосе Эспиноса Фуэнтес*    | Фаусто Вега Сантандер*       |                         |                             |
| Марио Лопес Портилло*   | Мамерто Альбарран Нагера* | Хавьер Мартинес Валле***     | Хосе Гутьеррес Галлегос | Виктор Хосе Мартинес Кальва |

(*) Погибли в боях на Филиппинах.
(**) Погиб в январе 1945 года во время учебно-тренировочного полёта на авиабазе Дайс (Техас).
(***) Погиб в марте 1945 года во время учебных стрельб на авиабазе Харлинген (Техас).